# Gouvernement López Portillo
Cet article présente la composition du gouvernement mexicain sous le président José López Portillo, il est l'ensemble des secrétaires du gouvernement républicain du Mexique. Il est ici présenté dans l'ordre protocolaire. Actuellement les membres du gouvernement exécutif du Mexique ne prennent pas le titre de ministre mais celui de secrétaire.

## Liste des secrétaires
| - Secrétaire des Relations Extérieures du Mexique - (1976 - 1979) : Santiago Roel García - (1979 - 1982) : Jorge Castañeda Álvarez de la Rosa - Secrétaire du Gouvernement du Mexique - (1976 - 1979) : Jesús Reyes Heroles - (1979 - 1982) : Enrique Olivares Santana - Secrétaire de l'Agriculture et des Ressources Hydrauliques du Mexique - (1976 - 1982) : Francisco Merino Rábago - Secrétaire des Communications et des Transports du Mexique - (1976 - 1982) : Emilio Mújica Montoya - Secrétaire de la Défense Nationale du Mexique - (1976 - 1982) : Félix Galván López - Secrétaire de l'Éducation Publique du Mexique - (1976 - 1977) : Porfirio Muñoz Ledo - (1977 - 1982) : Fernando Solana Morales - Secrétaire des Finances et du Crédit Public du Mexique - (1976 - 1977) : Julio Rodolfo Moctezuma - (1982 - 1982) : David Ibarra Muñoz - (1982 - 1982) : Jesús Silva Herzog Flores - Secrétariat du Commerce du Mexique - (1976 - 1977) : Fernando Solana Morales - (1977 - 1982) : Jorge de la Vega Domínguez - Secrétaire de la Marine du Mexique - (1976 - 1982) : Ricardo Cházaro Lara - Secrétaire des Assentiments Humains et des Œuvres Publiques du Mexique - (1976 - 1982) : Pedro Ramírez Vázquez - Secrétariat du Patrimoine et de la Promotion Industrielle - (1976 - 1982) : José Andrés de Oteyza | - Secrétaire de la Salubrité et de l'Assistance du Mexique - (1976 - 1980) : Emilio Martínez Manautou - (1980 - 1982) : Mario Calles López Negrete - Secrétaire du Travail et de la Prévision Sociale du Mexique - (1976 - 1982) : Pedro Ojeda Paullada - Secrétaire de la Programmation et du Budget du Mexique - (1976 - 1977) : Carlos Tello Macías - (1977 - 1978) : Ricardo García Sáinz - (1978 - 1981) : Miguel de la Madrid - (1981 - 1982) : Ramón Aguirre Velázquez - Secrétaire du Tourisme du Mexique - (1976 - 1980) : Guillermo Rossell de la Lama - (1980 - 1982) : Rosa Luz Alegría Escamilla - Secrétaire de la Réforme Agraire du Mexique - (1976 - 1978) : Jorge Rojo Lugo - (1978 - 1980) : Antonio Toledo Corro - (1980 - 1981) : Jorge García Paniagua - (1981 - 1982) : Gustavo Carbajal Moreno - Secrétaire de la Pêche du Mexique - (1976 - 1982) : Fernando Rafful Miguel - Procureur général de la République du Mexique - (1976 - 1982) : Oscar Flores Sánchez - Département du District Fédéral du Mexique - (1976 - 1982) : Carlos Hank González |